# سكوت بروسيوس
سكوت بروسيوس (بالإنجليزية: Scott Brosius)‏ هو لاعب كرة قاعدة أمريكي، ولد في 15 أغسطس 1966 في هيلسبورو في الولايات المتحدة.

## وصلات خارجية
- سكوت بروسيوس على موقع دوري كرة القاعدة الرئيسي (الإنجليزية)
- سكوت بروسيوس على موقعبيزبول رفرنس.كوم (الدوري الرئيسي) (الإنجليزية)
- سكوت بروسيوس على موقعبيزبول رفرنس.كوم (الدوري الثانوي) (الإنجليزية)
- سكوت بروسيوس على موقع إي إس بي إن.كوم (أم.أل.بي) (الإنجليزية)
- سكوت بروسيوس على موقع مشجعي الرسوم البيانية (الإنجليزية)